# جنات (فلم هندي)
جنات (بالهندية: जन्नत) (بالأردية: جنّت) (بالإنجليزية: Jannat) (بالعربية: السماء) هو فيلم من بوليوود إخراج كونال ديشموك بطولة عمران هاشمي، ريزوان أحمد، سونال تشوهان، سمير كوشار و جواد شيخ. والفيلم من إنتاج أفلام فيشيش. بريتام صانع الموسيقى لهذا الفيلم، مع مسار واحد مع مغني باكستاني كامران أحمد.

## الحبكة
وتدور القصة حول رجل واقع في مستنقع الجريمة، والنزعة الاستهلاكية، ويسعى للعثور على الجنة في الأرض. فإنه يستعير بعض خطط المؤامرة في فيلم هوليوود لورد اوف وار.
أرجون (عمران هاشمي) هو شاب طائش عنده هاجس لصنع ربح سريع. أتيحت له فرصة الاجتماع بفتاة في مركز تجاري، زويا (سونال تشوهان) وهذا اعطاه أسباب ليخرج من حياته العادية، ويريد أن يصبح غني من اجل الفتاة. وبعد أن كان يلعب الورق قليلا أصبح وكيل المراهنات.
عالقا في مثلث من نوع ما بين المرأة التي يحبها، وإدمانه لتحقيق ربح سريع ،و تحوله من وكيل مراهنات إلى عضو للمافيا. ودخل إلى عالم التلاعب في نتائج مباريات الكريكت، وضمان مباراة تبدو مثيرة للاهتمام، ولكن النتيجة النهائية هي لصالحه.
أرجون ضغت على مفاتيح الاضواء وصار أكبر وأشهر وصعوده المذهل بدأ يجذب انتباه الشرطة. وعليه الآن ان يختار بين حب حياته، والنجاح والسلطة.
بينما يُكافحُ ارجون من أجل الأخْتياَر بين الاثنان، يَعْرضُ دون التفاح المحرّم للثروةِ بِلا حدودِ كبديل لروحِه، يَسْحبُه إلى حاشيتِه الرئيسيةِ للبضائع المربحة رغم أنه بذل أقصى جهده في أن لا يقبل في النهاية ،دخل في الاتفاق حيث سرعان ما يقع في شرك باعتباره الرجل المتهم بقتل المدرب.
مع الشرطة من بعده أرجون نجح في الحصول على سيارة أفضل صديق له. وكلاهما يمكن أن يهربوا الآن، ولكن ارجون توقف بسبب زويا التي طلبت منه الاستسلام. مقتنعا بأنه لم يرتكب الجريمة، وتؤكد له زويا ان يمكنهم ان ينتصروا وسوف يحاربوا القانون.
عند وصول الشرطة أرجون رفع ذراعيه للاستسلام. زويا تتوسل المفتش، وهو رجل نزيه وعادل بعدم قتل أرجون كما أنه مستعد لتسليم نفسه، وبالتالي فإن أوامر المفتش لرجاله بعدم إطلاق النار حتى يقول مع ذلك لا أحد ينزل سلاحه.
طلب من أرجون إسقاط بندقيته، التي هي في جيب بنطاله. خاتم زويا أيضا في جيب أرجون، وعندما اخرجت البندقية وخفضت وقع الخاتم معها. صدم أرجون وانحني ليلتقط الخاتم، ولكن الشرطة عن طريق الخطأ أعتقدت أنه من أجل التوصل إلى البندقية. واطلقوا النار، وأرجون قتل بوحشية. كانت هذه التضحية من اجل الحب والثمن الذي يدفع لأطماعه.

## طاقم الممثلين
- عمران هاشمي أرجون ديكسيت
- سونال تشوهان... زويا ماثور
- جاويد الشيخ... أبو إبراهيم (الرذيلة دون)
- سمير كوشار... أكب شيخار مالهوترا
- فيشل مالهوترا... فيشل
- عمير شودري... عمير خان (لاليا كى جان)
- راهول براتاب سينغ... الديرة
- فيبين شارما

## الموسيقى
| أغنية                   | المغني (ق)  | المدة: | ملاحظات                              |
| ----------------------- | ----------- | ------ | ------------------------------------ |
| زارا سا                 | كيه كيه     | 5:04   | المشهد على عمران هاشمي وسونال تشوهان |
| جوداى                   | كامران أحمد | 5:02   |                                      |
| هان تو هاي              | كيه كيه     | 5:25   | المشهد على عمران هاشمي وسونال تشوهان |
| الباب نا jää            | رنا مازومدر | 5:51   |                                      |
| جنات جهان               | روباة إسلام | 3:43   | المشهد على عمران هاشمي               |
| امبي جوداى              | ريشا شارما  | 4:48   | المشهد على عمران هاشمي وسونال تشوهان |
| زارا سا (السلطة بالاد)  | كيه كيه     | 5:29   |                                      |
| جوداى (الكيلوغرام ميكس) | كامران أحمد | 4:38   | المشهد على عمران هاشمي               |

## الاستقبال
الفيلم جمع Rs.32، 47،00،000 في 5 أسابيع، وهي كمية كبيرة من أجل ميزانية الفيلم الصغيرة. وفقا لخبراء التجارة الفيلم قد أعلن عن ضربه عظمى. الفيلم حصل على بعض المراجعات جيدة جدا. نويون جيوتي بارسارا (ايه أو ال الهند) تصنيفا من 2.5 من أصل 5، وقال "عندما يكون لدينا شيء في الفيلم أن يناشد الجميع ذلك عندما نطلق عليه ماسالا الترفيه—على الأرجح. حفظ هذا في الاعتبار، جنات، مع قدر لائق من الرومانسية والتشويق والكوميديا والمأساة والكريكيت بالطبع هو بالتأكيد نفض لغبار ماسالا.

## وصلات خارجية
- <a gtc:link="http://www.facebook.com/">Official website</a> نسخة محفوظة 21 أبريل 2008 على موقع واي باك مشين.
- جنات على موقع IMDb (الإنجليزية)
- جنات على موقع روتن توميتوز (الإنجليزية)
- جنات على موقع Turner Classic Movies (الإنجليزية)
- جنات على موقع أول موفي (الإنجليزية)
- جنات على موقع فيلمافينيتي (الإسبانية)
- جنات على موقع قاعدة بيانات الفيلم (الإنجليزية)
- جنات على موقع ليتربوكسد (الإنجليزية)
- جنات على موقع كينوبويسك (الروسية)